# Assade ibne Alfurate
Assade ibne Alfurate Harrani (Asad ibn al-Furāt al-Ḥarrānī) ou Assade ibne al-Furat (em árabe: أسد بن فرات; romaniz.: Assad ibn al-Furat; Cairuão, 759 — Siracusa, 828) foi um jurista e teólogo da Ifríquia (correspondente aproximadamente à atual Tunísia). É célebre principalmente pela sua obra jurídica e teológica Assadiyya, fundamental para as maddhabs (escolas) hanafita maliquita, e por ter sido o líder da primeira invasão muçulmana da Sicília, então uma possessão bizantina.

## Biografia
A sua família era originária de Harã, na Mesopotâmia, mas o seu pai tinha emigrado para o emirado dos Aglábidas que então governavam a Ifríquia. O nome Assad significa "leão", pelo que o seu nome significa "Leão, filho de Eufrates). Assade estudou religião em Medina com o proeminente académico da fiqh Maleque ibne Anas e com o discípulo deste, ibne Uabe, fundadores da maddhab maliquita. Foi depois enviado para Cufa pelo imã Maleque para estudar com Maomé Axaibani, por ter reconhecido nele qualidades compatíveis com as práticas dos hanafitas, de cuja escola al-Shaybani era um destacado académico.
Ibne Alfurate resumiu as suas concessões jurídicas na obra Assadiyya, a qual terá uma grande influência no Norte de África. Grande sábio maliquita e hanafita, ele faz parte dos "sucessores dos sucessores", ou seja da segunda geração após a época do profeta Maomé. É nomeado cádi (espécie de juiz) de Cairuão pelos Aglábidas, mas entra em conflito com Ziadete Alá I (r. 816–838), ao qual critica o modo de vida demasiado luxuoso. É então nomeado chefe de uma expedição contra a Sicília bizantina, onde chega à frente de uma força militar de Árabes em 827. Depois de uma vitória sobre os Bizantinos, as tropas muçulmanas chegam até às portas de Siracusa mas não conseguem conquistar a cidade. Assade morre de peste durante o assédio.
Como hanafita, Assade teve um papel importante na mediação de conflitos entre os maliquitas de Cairuão e logrou reforçar a teoria jurídica hanafita como base da jurisprudência da Ifríquia governada pelos Aglábidas. Embora o rito maliquita tenha nascido em Medina, Assade ibne Alfurate e Sanune ibne Saíde, fundador da escola maliquita da Ifríquia, reformularam-no em Cairuão.